# Cropredy 98
Cropredy 98 è un album dei Fairport Convention pubblicato nel 1999.

## Tracce
1. Woodworm Swing – 3:31
2. Close To You – 4:43
3. The Hiring Fair – 7:23
4. The Bowman's Retreat – 3:21
5. Easy To Slip – 4:03
6. Jump The Broomstick – 4:40
7. Ringing Down The Years – 8:10
8. Who Knows Where The Time Goes – 5:55
9. John Gaudie – 5:59
10. Spanish Main – 4:47
11. Rutland Reel – 10:32
12. Meet On The Ledge – 7:36
13. Castle Rock – 2:35